# Živý plot

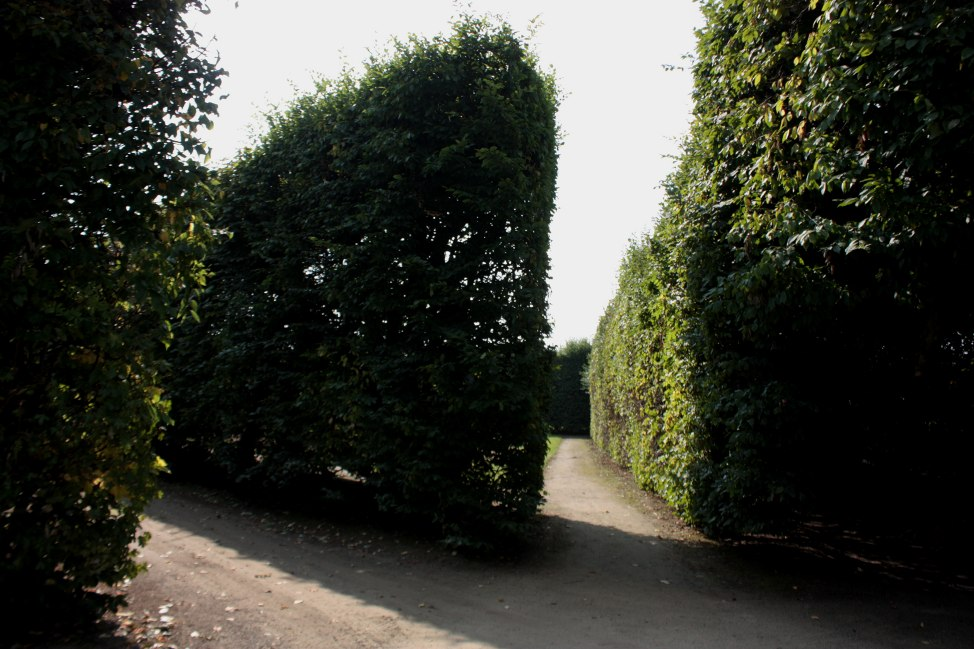
I u živého plotu je velikost důležitá

Živý plot je uměle vysazená a udržovaná řada z okrasných dřevin udržovaných jako keře. Slouží jako bariéra. Doplňuje nebo nahrazuje běžný plot, může také sloužit jen jako dekorační prvek úpravy zahradní architektury používaný podle zásad sadovnické tvorby. Je uměle vysazená a více nebo méně udržovaná.
Volnější a nepravidelné živé ploty mohou být méně udržované. Živé ploty byly a jsou oblíbeným doplňkem zahrad. Živý plot se používá také jako protiprachová a protihluková bariéra.

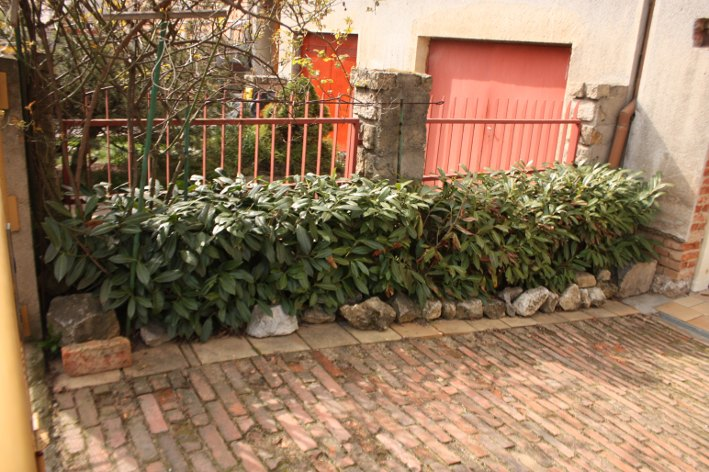
Nízký živý plot ze stálezelené bobkovišně (Prunus laurocerasus)

## Historie
Živé ploty byly s jistotou používány už v dobách starověkého Říma. Zde byly používány tak, jak je známe, tedy jako pravidelně stříhané keře v pásech a liniích, často doplněné mobilní zelení a topiary ve tvaru zvířat, osob nebo i písmen, které tvořily často jméno majitele. Živé ploty zde sloužily k oddělení prostoru i jako dekorace, stejně jako dnes. Nejčastěji byla používána pro živé ploty zřejmě nejvhodnější dřevina, tedy zimostráz vždyzelený ale byl používán i vavřín, myrta nebo ptačí zob. Ze známých zdrojů nevyplývá, zda Římané používání živých plotů, stejně jako mnohé jiné technologie převzali nebo zda jde o jejich vynález.
V středověkých zahradách byly živé ploty rovněž někdy používány pro tvorbu obrub záhonů, bludišť a ornamentů, stejně jako k obvyklým praktickým účelům, vytvoření soukromého místa. V renesančních a barokních zahradách se živé ploty staly neodmyslitelnou součástí každé zahrady. Živé ploty tvořily jednotlivá oddělení, byly používány jako prvky nebo jen ornamenty.

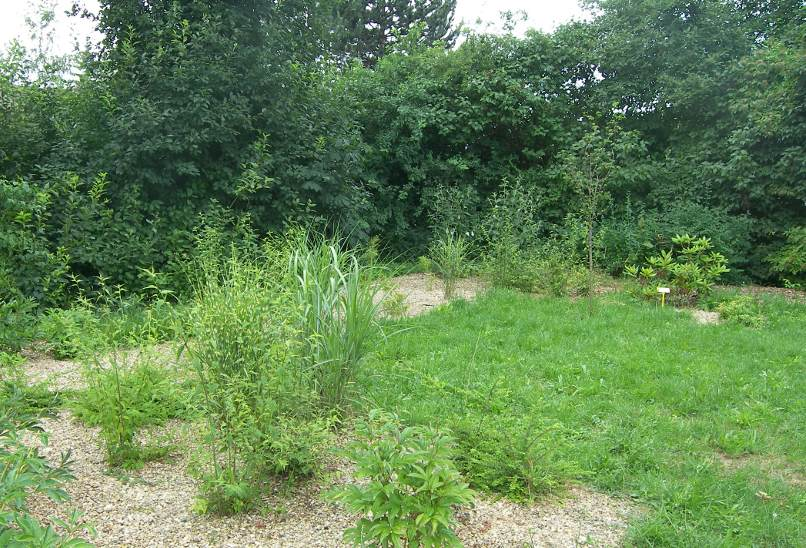
Volněji rostoucí živý plot ze šeříku

Živé ploty, víceméně volněji rostoucí, sázené z listnatých dřevin ve dvou rovnoběžných liniích z s průchodem uvnitř byly použity v italských renesančních a barokních zahradách. Dřeviny vytvářely nahoře otevřené, nebo uzavřené loubí. Tyto prvky lze najít v zahradách Boboli (ve Florencii) nebo i v ČR, například v Květné zahradě v Kroměříži. Několikametrové, dokonale udržované živé ploty, například z tisu, připomínající zelené hradby, jsou v pozdně barokních zahradách oblíbené.
S nástupem módy nepravidelných úprav ve stylu "anglického parku", v rámci návratu k přirozenosti (příroda si ohaví přímku) a pro pohled do otevřené krajiny byla většina pravidelných živých plotů, zelených zdí, zcela vytrhána. Živé ploty v jejich praktickém použití v té době nahradily výsadby v pásech (belt) a skupinách (clump).

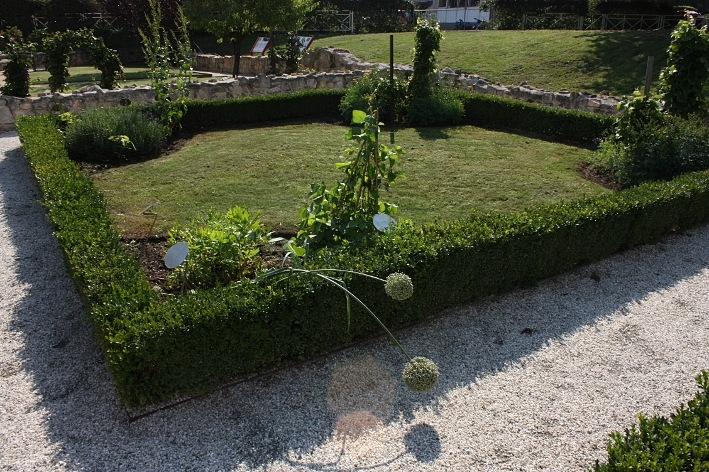
Živý plot v zahradě, která autenticky napodobuje zahradní úpravu u starověké římské venkovské usedlosti

Během 19. století reputace pravidelných zahrad a jednoduché geometrické krásy opět stoupla a živé ploty byly opět běžně používány. Ve dvacátém století byly v ČSSR živé ploty v nových výsadbách používány spíše k technickým účelům než jako ozdoba. Časté byly výsadby nestříhaných živých plotů z opadavých keřů typicky například zimolez tatarský v lepším případě tavolníky a pámelníky. Výsledek po čase nezřídka připomínal spíše skupiny volně rostoucích náletových dřevin. Výjimkou byly pečlivě udržované výsadby kolem některých památníků a na některých hřbitovech.
Ke konci 20. století přišla vlna amerikanizace. Kompletní zahradu od konce 20. století tvořil dokonale kosený a zavlažovaný, hnojený a chemicky ošetřovaný trávník obklopený pravidelně udržovaným živým plotem z túje (Thuja occidentalis). Výsadba živých plotů ze sloupovitých kultivarů túje 'Malonyana' byla v ČSSR zkoušena v osmdesátých letech. Na začátku 21. století je dokonale hladce zastřižený plot z tújí prestižní záležitostí.

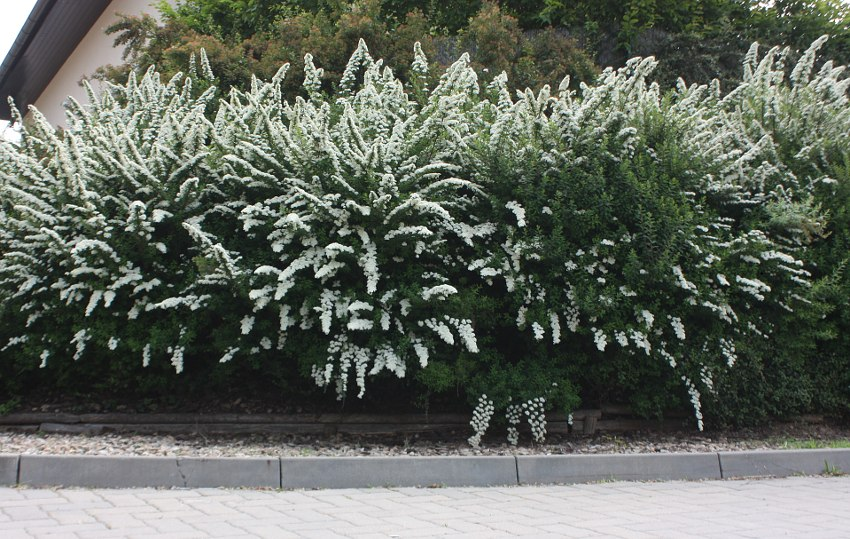
Živý plot z tavolníku sloužící jako bariéra proti prachu a hluku

S nástupem 21. století byla zdůrazňována role živých plotů ve volné přírodě i ve městech jako útočiště pro drobné živočichy a ptáky.

## Základní rozdělení
Živý plot může mít dvě základní formy: tvarovaný (stříhaný) nebo volně rostoucí. Tvarovaný živý plot potřebuje častou péči a mechanizaci, volně rostoucí živý plot potřebuje omladit cca 1x za 10 let, ale v závislosti na použité dřevině zabere obvykle více místa.
Stříhané živé ploty jsou pěstovány pro zvýraznění významu kompozice nebo hranic pozemku, zobrazení kulturní vyspělosti majitele a noblesy sídla. Z živých plotů lze vytvářet labyrinty nebo jimi prostor rozdělit na propojené ale uzavřené celky.
Volnější živé ploty působí obvykle nenásilně, přirozeně ohraničují kompozice a omezují pohled pozorovatele na některý celek a jsou snadněji vnímány jako přirozené hranice daného prostoru.
Živé ploty lze vytvářet v podstatě ze všech druhů keřů. Doporučuje se kombinovat keře kvetoucí, okrasné listem či jedlé, což vytváří pestrý živý plot. V minulosti byly preferovány živé ploty jednodruhové, převážně z jehličnanů. To může působit vhodně v pravidelném parku, ale často výběr nemusí zapadat do krajinného rázu a může vypadat nevhodně.

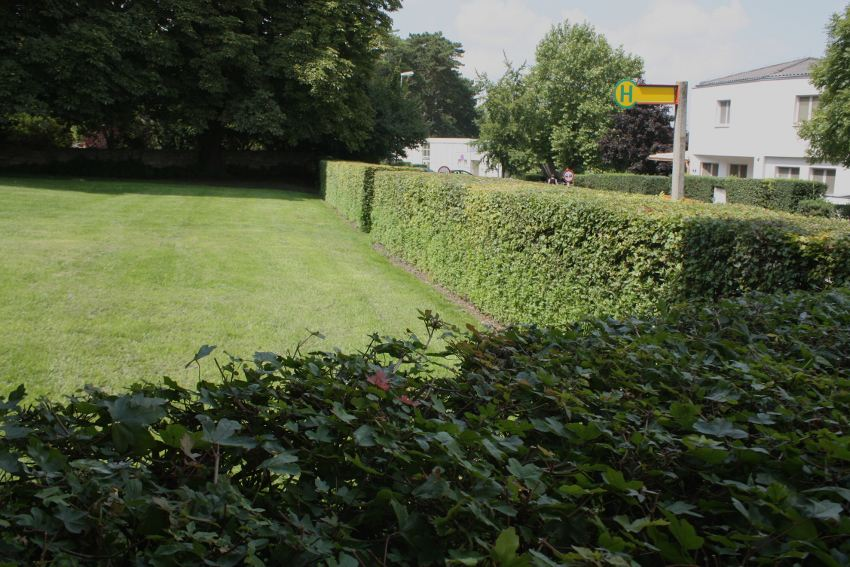
Stříhaný živý plot z javoru babyka (Acer campestre)

## Ekologický význam živých plotů
Živé ploty z původních druhů dokáží v urbanizované krajině plnit úlohu mezí a remízků a tak přispívat k druhové rozmanitosti. Živý plot z původních keřů je důležitou součástí přírodních zahrad, protože vývojem došlo k adaptaci mnoha živočichů na původní druhy.

## Péče
Živé ploty, které mají být geometricky přesné musí být udržované řezem pravidelně. Pravidelně stříhané keře
obvykle nekvetou.
Je třeba mít na paměti termíny kdy a jak lze kvetoucí dřeviny v živých plotech řezat, aby nedošlo k výraznému omezení kvetení, což je častá vada. Spolehlivě lze zmladit pouze živé ploty a stěny z dřevin, které běžně snesou zmlazení (například tis, dřín a podobné).

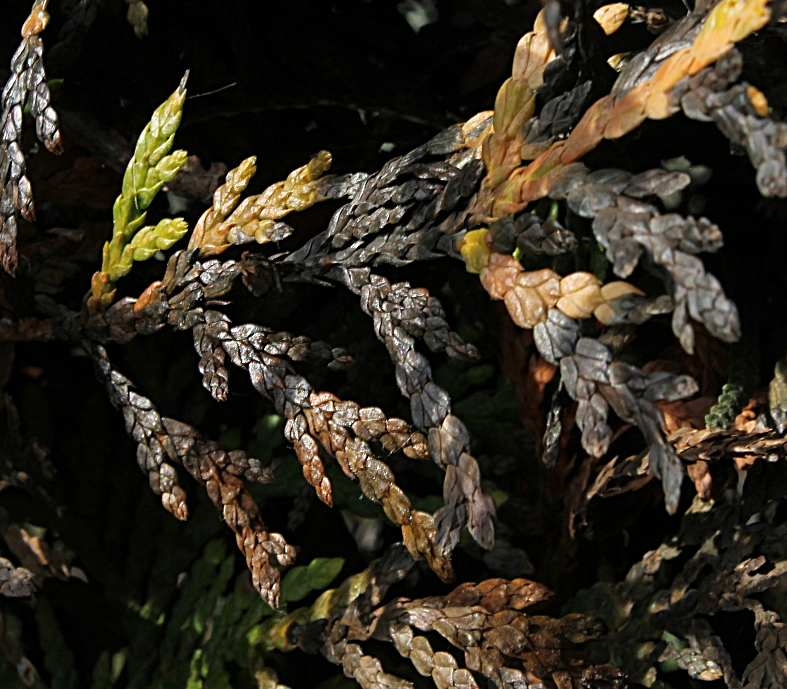
Jehlice túje v živém plotu poškozené plísní šedou (Botrytis cinerea)

Živé ploty a stěny nebo i souvislejší jehličnaté porosty mají vhodnější podmínky růstu, jsou-li založeny v severojižním směru. Tato expozice jim poskytuje lepší světelný požitek, což se projeví zvýšenou životností i kvalitou olistění a zavětvení.

## Výběr tvarování a dřevin pro živý plot v závislosti na kompozici
Při vysazování krycích stěn je postupováno odlišně v zahradách volně řešených (anglický park) a v zahradách pravidelných (francouzská zahrada).
V pravidelných zahradách vysazujeme krycí stěny v souvislých a obyčejně přímočarých liniích, které lze tvarovat řezem, aby byl efekt výraznější.
V nepravidelných zahradách jsou vysazovány krycí stěny tak, aby netvořily souvislou stěnu, nebo jsou k této stěně předsazovány další jiné dřeviny, které naruší pravidelný tvar linie. Pro tento účel lze jako předsadbu použít nejen jehličnany nižší nebo odlišně vybarvené, ale i dřeviny kvetoucí, stálezelené, nebo opadavé a na velkých plochách listnáče.

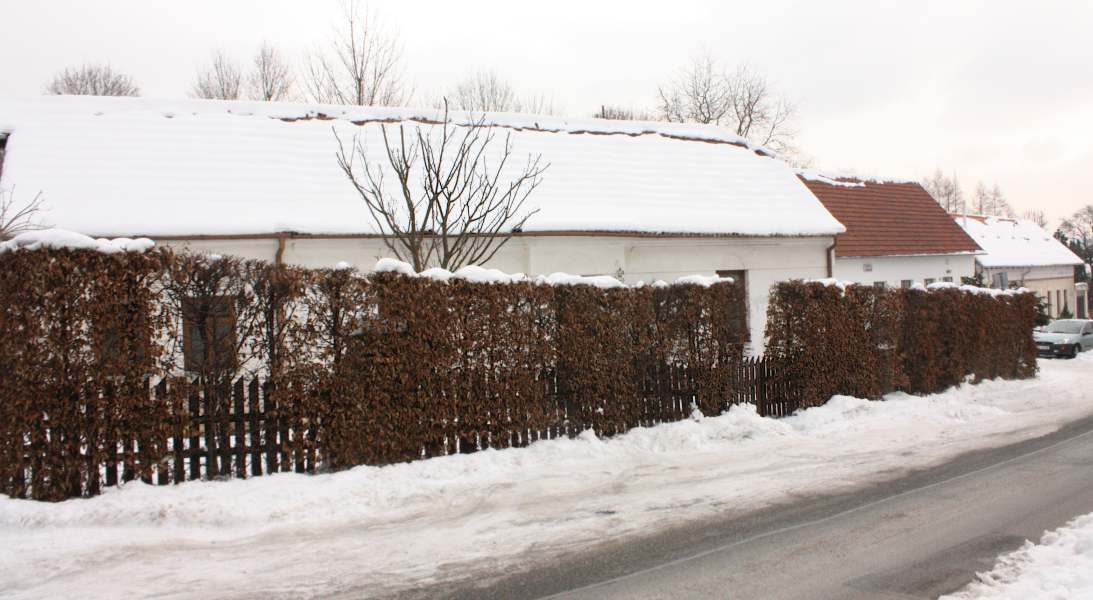
Malebný živý plot z habru (Carpinus betulus) v městské části Brno-Komín během zimy

## Výběr dřevin pro živé ploty
Jak vyplývá z předešlého, je podle vlastností dřevin a v závislosti na požadavcích zadavatele na vzhled výsledku, lokálních podmínek a předpokládané údržby lze zvolit a použít mnoho zcela různých dřevin do živých plotů. Mezi vhodné lokální podmínky patří například vhodné stanoviště nebo výskyt patogenů. například smrk ztepilý (Picea abies) je vhodný jen v oblastech, kde nejsou významné exhalace.
V podstatě však lze použít jakoukoliv dřevinu, běžné jsou nízké živé ploty z lípy, jírovce nebo habru. Ale je možné vzácně vidět i pokusy o dvoumetrové živé ploty z topolů. Někteří autoři doporučují na nízké živé ploty (do 50 cm) zakrslé jehličnany a na živé ploty do 1m pomalu rostoucí jehličnany dorůstající stěží 1m. Tato informace však znamená, že dřevina dorůstá průměrně maximálně této výšky, třeba ale až po mnoha letech. Tam, kde je požadován kvalitní živý plot je třeba rostliny dorůstající dvojnásobné a větší výšky. Je třeba zvolit dostatečně bujně rostoucí dřevinu, vitální, dřevinu která dobře obrazí i po poškození a která výrazně neprosychá během let. A především, dosáhne výšky požadovaného živého plotu ještě za vašeho života.

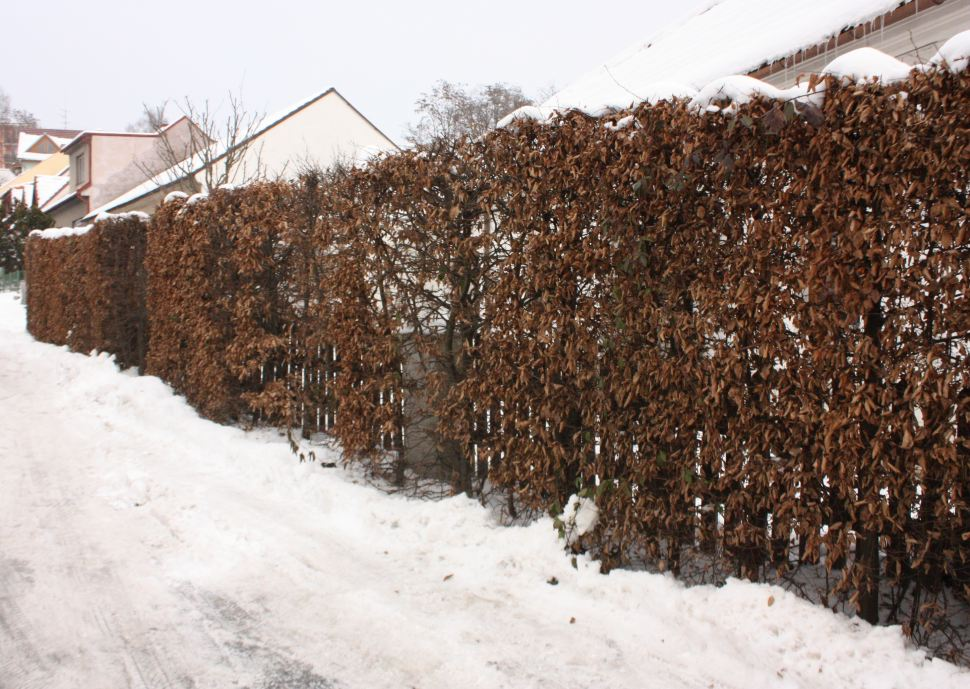
Živý plot z habru v zimě, bližší pohled

Zcela nevhodné dřeviny pro živé ploty však bývají ty, které nesnáší zastínění a rostou velmi nepravidelně. Často prodávanou dřevinou, která navíc rezne a prosychá je například cypřišovec Leylandův (Cupresocyparis x leylandii). Ten je sice na živé ploty prodejci doporučovanou dřevinou, ale je dřevinou pro živé ploty opravdu nevhodnou a pro sousedské vztahy nebezpečnou. Vynikající službu naproti tomu spolehlivě odvedou i přísně tvarované živé ploty z habru, krušpánku nebo tisu. Přes všechna doporučení je třeba mít na paměti, že důležité jsou požadavky zadavatele, vlastnosti rostliny a místní podmínky, nikoliv obecné šablony. Pokud jsou kdekoliv vyjmenovány dřeviny pro živé ploty, jde pouze o obecně vhodnější nebo místně užívané nebo prodávané druhy dřevin k tomuto účelu.

### Živé ploty z habituálně výrazných kultivarů
V druhé polovině 20. století se rozšířila móda vytvářet ploty ze sloupovitých jehličnanů. Při nedostatku místa bylo podle odborných autorů lépe zvolit pro živé ploty druhy a odrůdy sloupovitého nebo úzce kuželovitého tvaru. Tyto živé ploty však špatně srůstají, trpí silně poškozením povětrnostními vlivy a podstatně hůře regenerují. Tyto vady se více projevují především na starších výsadbách i při dobré péči. Vhodným příkladem opakované chyby je často používaný živý plot z tújí kultivaru Thuja occidentalis 'Malonyana'.

### Dřeviny vhodné pro živé ploty do výšky 1 m
Řazeno podle latinských názvů, údaje o vhodnosti podle Č.Böhma, B.Kavky a K.Heikeho, upraveno.

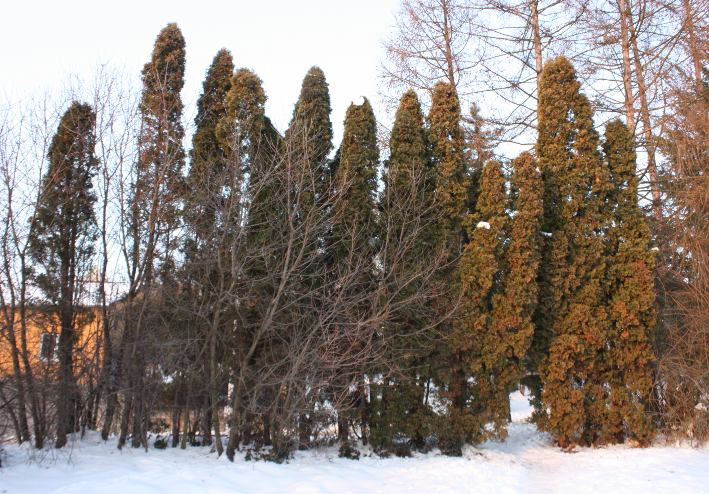
Živý plot z túje Thuja occidentalis 'Malonyana'

#### Listnaté
- javor babyka Acer campestre
- javor ginala Acer ginnala
- dřišťál Berberis buxifolia 'Nana'
- Berberis gagnepagnii var. lanceifolia
- dřišťál Thunbergův Berberis thunbergii 'Atropurpurea'
- Berberis thunbergii
- Berberis thunbergii 'Atropurpurea Nana'
- zimostráz vždyzelený Buxus sempervirens 'Sufrruticosa'
- habr obecný Carpinus betulus
- kdoulovec japonský Chaenomeles japonica
- Chaenomeles speciosa
- svída bílá Cornus alba
- dřín obecný Cornus mas
- svída krvavá Cornus sanguinea
- skalník přitisklý Cotoneaster adpressus

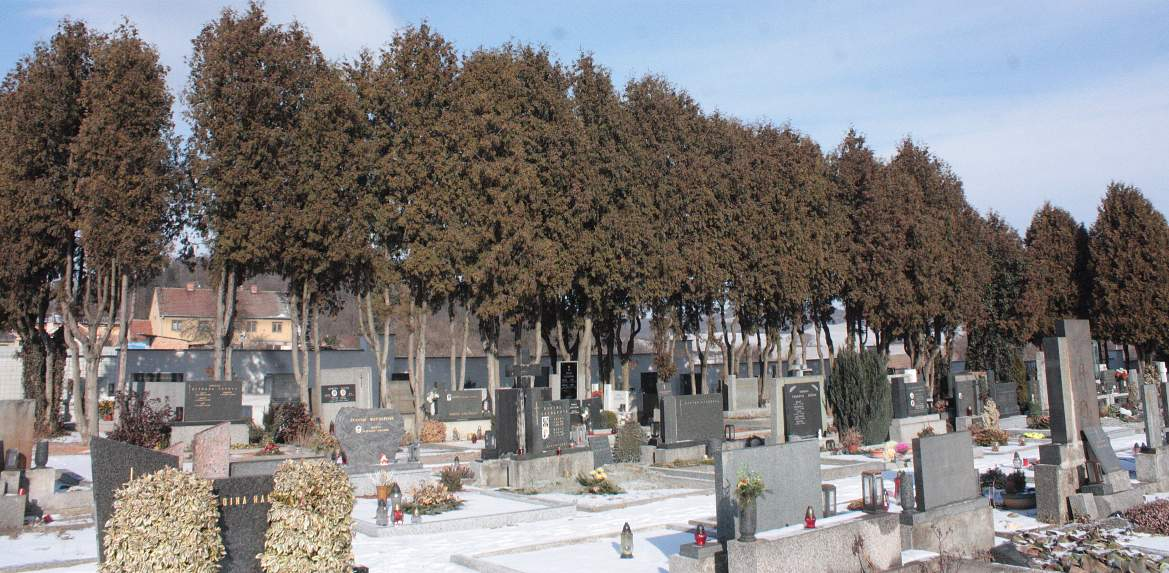
Špatně udržovaný živý plot z túje

- skalník puchýřnatý Cotoneaster bullatus
- skalník Dammerův Cotoneaster dammeri 'Skogholm'
- skalník Dielsův Cotoneaster dielsianus
- skalník mnohokvětý Cotoneaster multiflorus
- skalník raný Cotoneaster praecox
- hloh jednosemenný Crataegus monogyna
- trojpuk Deutzia gracilis
- Deutzia scabra 'Candidissima'
- Deutzia x magnifica
- Deutzia x rosea
- brslen evropský Euonymus europaeus

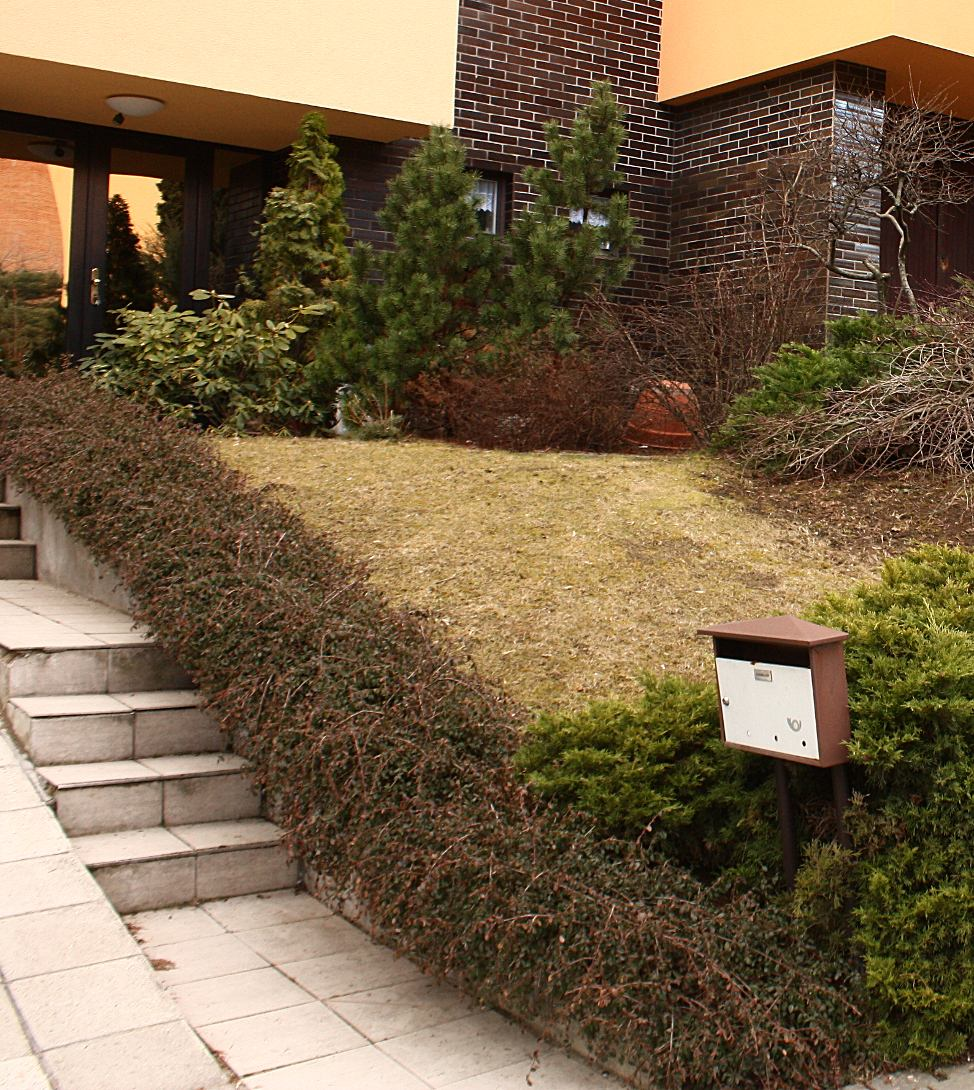
Živý plůtek ze skalníku Cotoneaster d. 'Skogholm'

- brslen Euonymus fortunei 'Varíegatus' ('Gracilis')
- Euonymus fortunei 'Vegetus'
- zlatice prostřední Forsythia x intermedia 'Spectabilis'
- zlatice Forsythia ovata 'Tetragolď'
- kručinka Genista tinctoria
- třezalka kalíškatá Hypericum calycinum 'Hidcote'
- zákula japonská Kerria japonica
- ptačí zob vejčitolistý Ligustrum ovalifolium
- ptačí zob obecnýLigustrum vulgare
- Ligustrum vulgare 'Lodense'
- zimolez lesklý Lonicera nitida
- zimolez kloboukatý Lonicera pileata
- mahónie Mabonia aquifolium
- pustoryl Philadelphus coronarius
- Philadelphus x lemoinei a kultivary
- mochna křovitá Potentilla fruticosa a kultivary

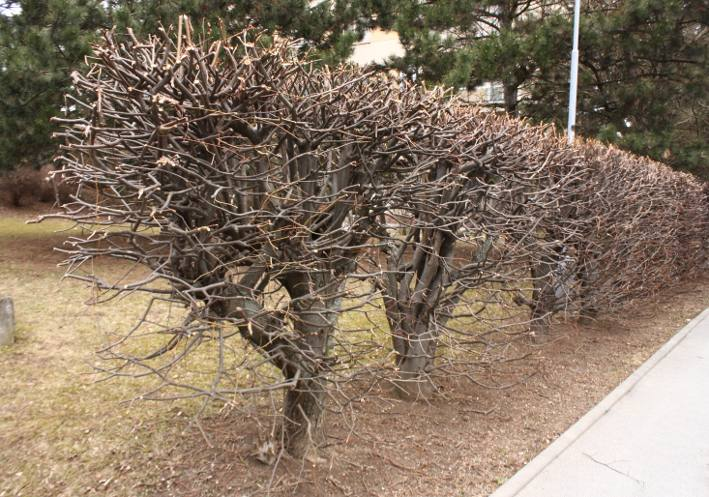
Živý plot z lípy

- bobkovišeň Prunus laurocerasus 'Otto Luyken'
- růže Rosa nitida
- tavolník Spiraea bumalda 'Anthony Waterer'
- Spiraea japonica 'Little Princess'
- Spiraea thunbergii
- pámelník Symphoricarpos orbiculatus
- weigelie Weigeía hybrida 'Eva Rathke'

#### Jehličnany
- tis červený Taxus baccata 'Repandens'
- Taxus baccata
- Taxus media
- zerav západní Thuja occidentalis
- Thuja occidentalis 'Nana'

### Dřeviny vhodné pro živé ploty do výšky od 1 do 2 m

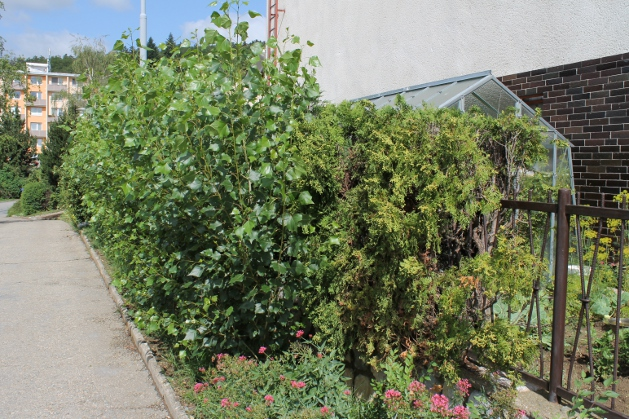
Živý plot z topolu

#### Listnaté
- jírovec maďal Aesculus hippocastanum
- tavola kalinolistá Physocarpus opulifolius

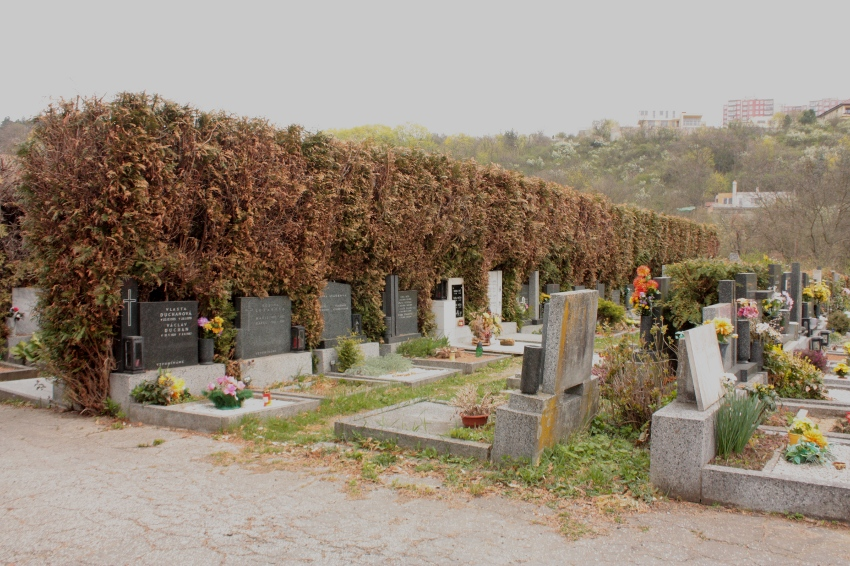
Poškozený živý plot z túje

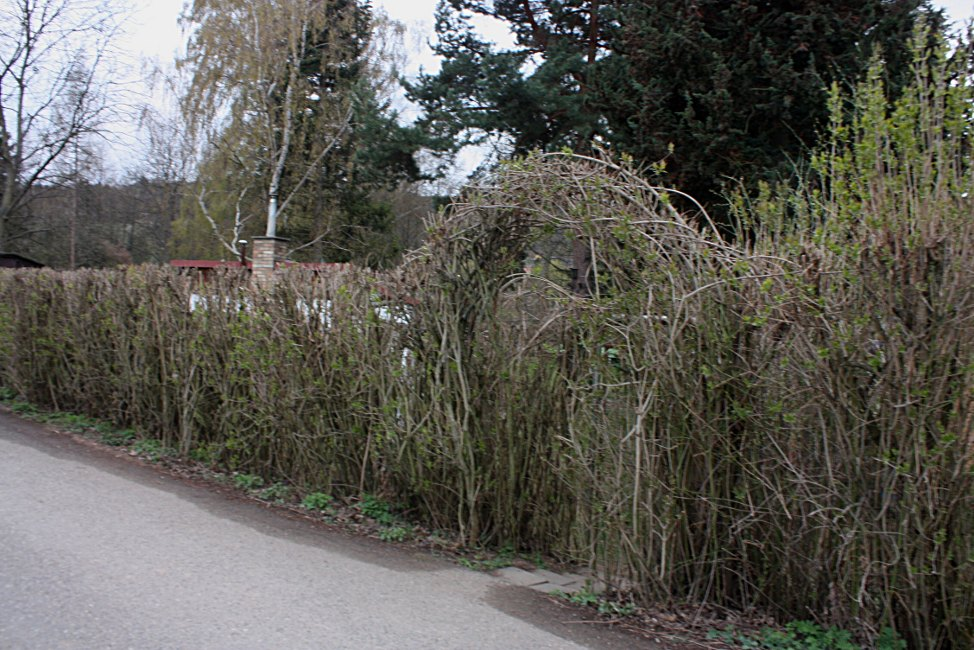
Udržovaný živý plot ze šeříku v zimě

- bobkovišeň Prunus laurocerasus
- mahalebka Prunus mahaleb
- hlohyně Pyracantha coccinea
- meruzalka alpská Ribes alpinum
- meruzalka krvavá Ribes sanquineum
- růže šípková Rosa canina
- růže Rosa multiflora
- Rosa rubrifolia
- Rosa rugosa

- tavolník Spiraea x arguta
- Spiraea nipponica
- Spiraea x vanhouttei
- pámelník Symphoricarpos albus
- šeřík čínský Syringa x chinensis
- šeřík karpatský Syringa josikaea
- šeřík obecný Syringa vulgaris
- kalina tušalaj Viburnum opulus
- drmek Vitex volné živé ploty

#### Jehličnany
- cypřišek Lawsonův Chamaecyparis lawsoniana 'Alumii'
- cypřišek hrachonosný Chamaecyparis pisifera 'Plumosa'
- cypřišek hrachonosný Chamaecyparis pisifera 'Squarrosa'
- jalovec čínský Juniperus chinensis 'Hetzii'
- jalovec čínský Juniperus chinensis 'Pfitzeriana'
- borovice kleč Pinus mugo
- tis červený Taxus baccata
- zerav západní Thuja occidentalis a kultivary
- zerav obrovský Thuja plicata 'Excelsa'
- jedlovec kanadský Tsuga canadensis

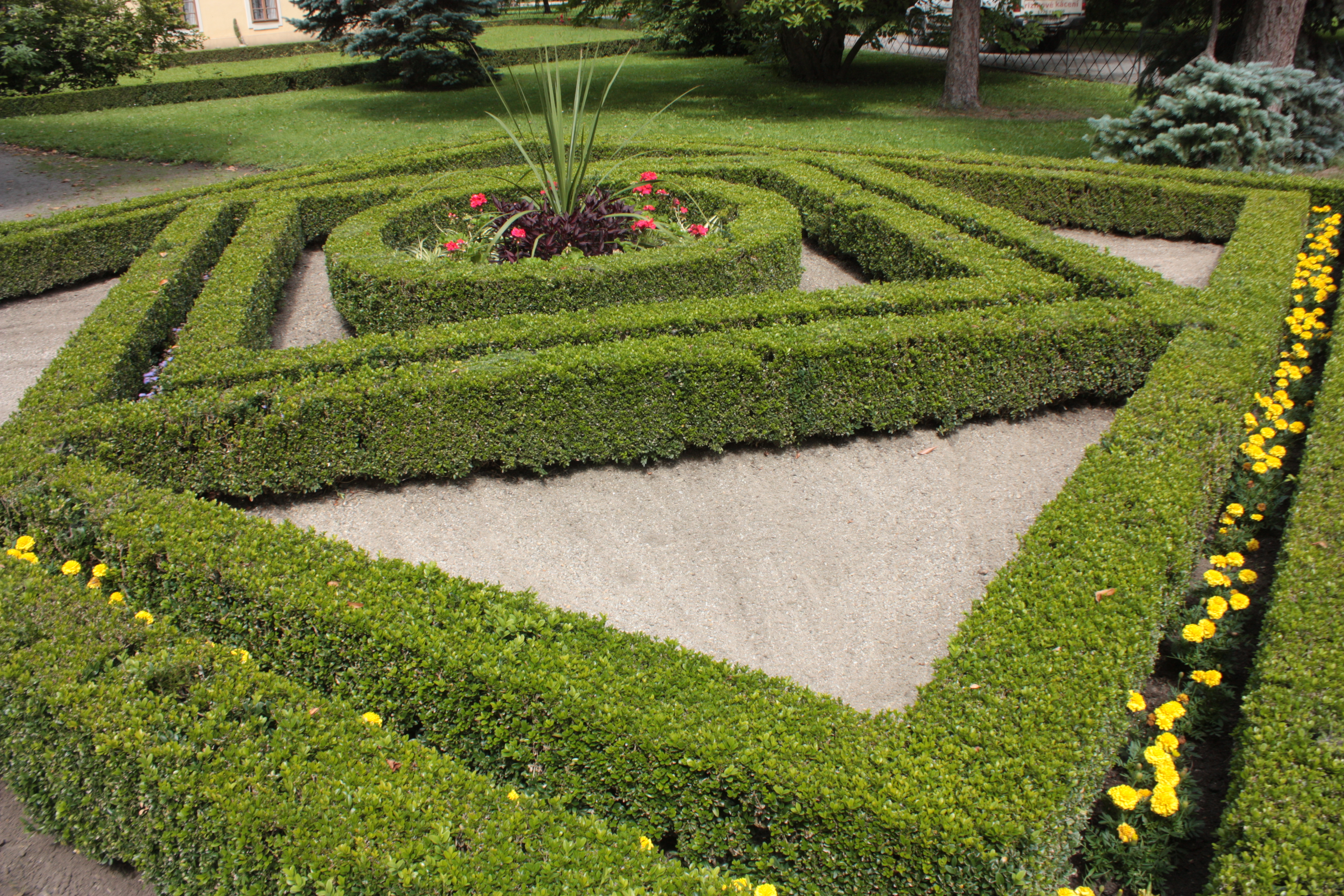
Živé plůtky ze zimostrázu použité k tvorbě ornamentu

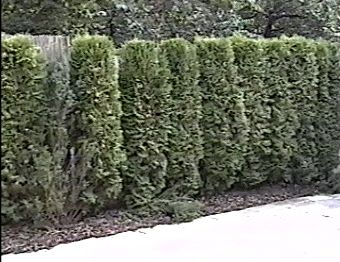
Živý plot z túje Thuja occidentalis 'Malonyana'

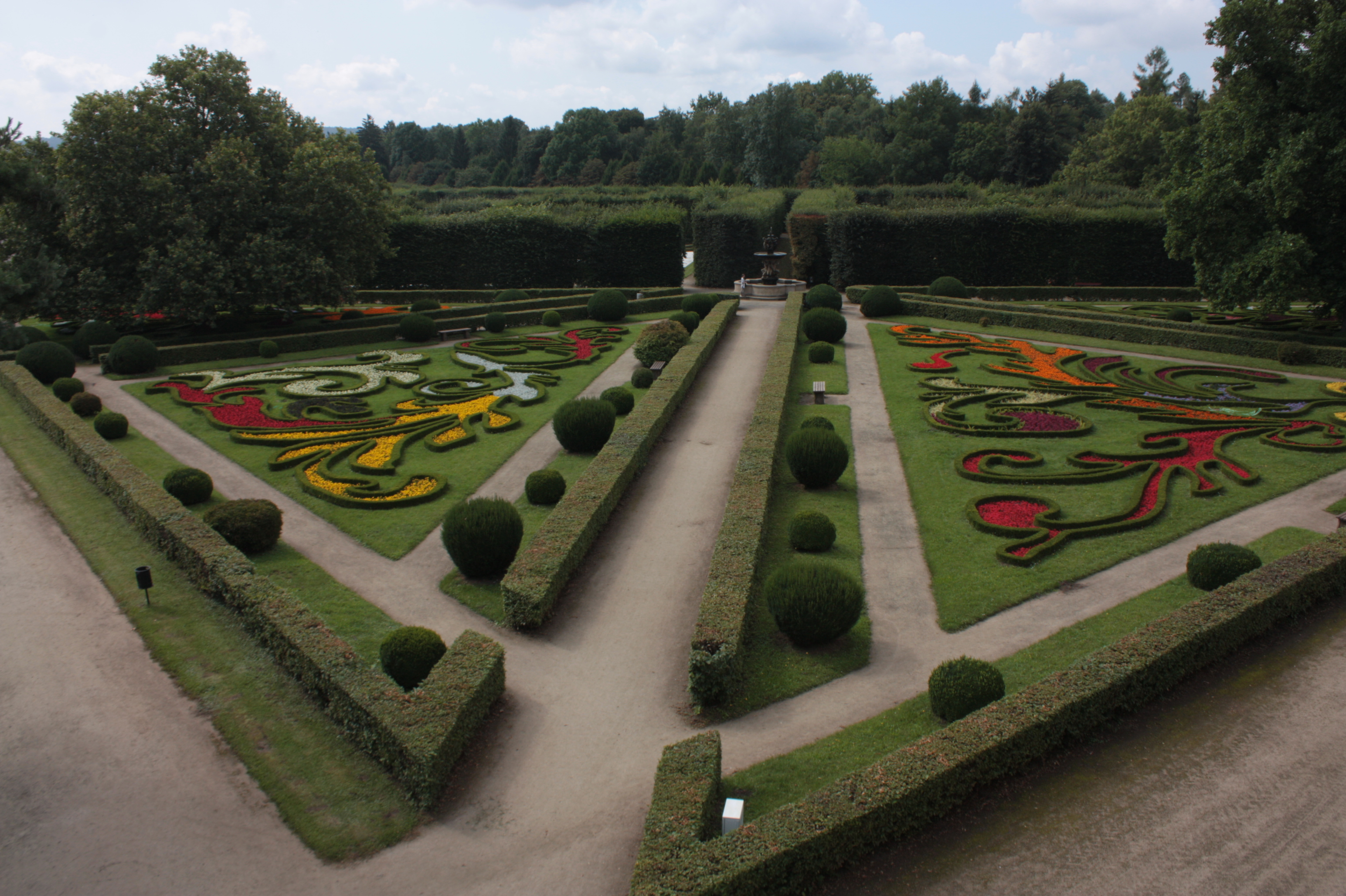
Linie živých plotů a okrajů záhonů v rukou architekta výrazně ovlivní vnímání prostoru

### Dřeviny vhodné pro živé ploty do výšky 3 m a vyšší

#### Listnáče
- javor babyka Acer campestre
- javor ginala Acer ginnala
- muchovník kanadský Amelanchier canadensis
- čimišník stromovitý Caragana arborescens
- habr obecný Carpinus betulus
- svída bílá Cornus alba
- dřín Cornus mas
- svída krvavá Cornus sanguinea
- líska obecná Corylus avellana a kultivary
- skalník Cotoneaster bullatus
- Cotoneaster multiflorus
- hloh Crataegus x lavallei 'Carrierei'
- Crataegus x prunifolia
- hlošina Eleagnus angustifolia
- brslen evropský Euonymus europaeus
- buk lesní Fagus silvatica
- zlatice Forsythia x intermedia
- rakytník Hippophae rhamnoides
- ptačí zob Ligustrum ovalifolium
- ptačí zob obecný Ligustrum vulgare

- Ligustrum vulgare 'Atrovirens'
- zimolez Lonicera tatarica
- Lonicera xylosteum
- jabloň Malus floribunda
- pustoryl Philadelphus coronarius
- Physocarpus opulifolius

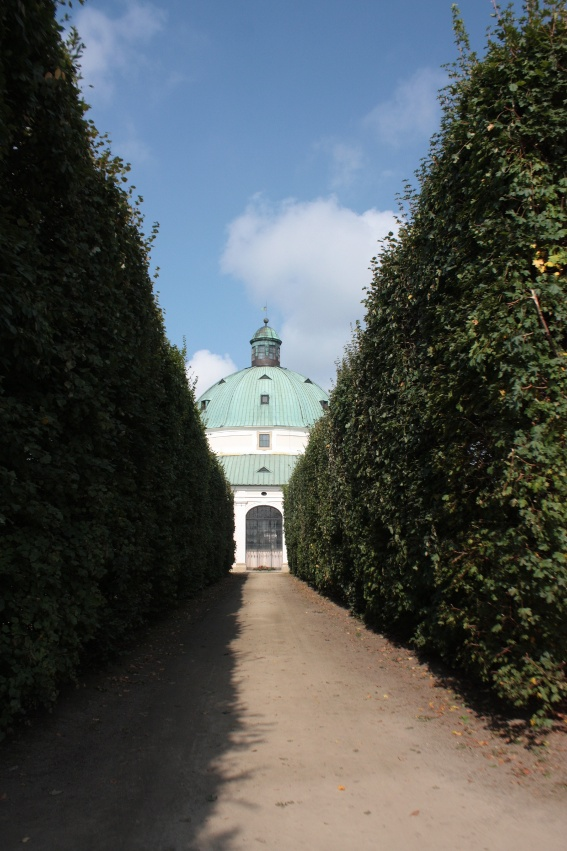
Použití živého plotu k umocnění vnímání perspektivy pozorovatelem a posílení bodu zájmu

- topol černý Populus nigra 'Italica'
- myrobalán Prunus cerasifera
- střemcha obecná Prunus padus – zapleveluje
- trnka obecná Prunus spinosa
- růže šípková Rosa canina
- Rosa multiflora
- Rosa rubiginosa
- bez černý Sambucus nigra
- bez červenýSambucus racemosa
- šeřík Syringa x chinensis
- Syringa josikaea
- Syringa vulgaris + kultivary
- lípa malolistá Tilia cordata
- lípa zelená Tilia x euchlora
- jilm polní Ulmus carpinifolia
- kalina tušalaj Viburnum lantana
- kalina obecná Viburnum opulus
- kalina vrásčitolistá Viburnum rhytidophyllum

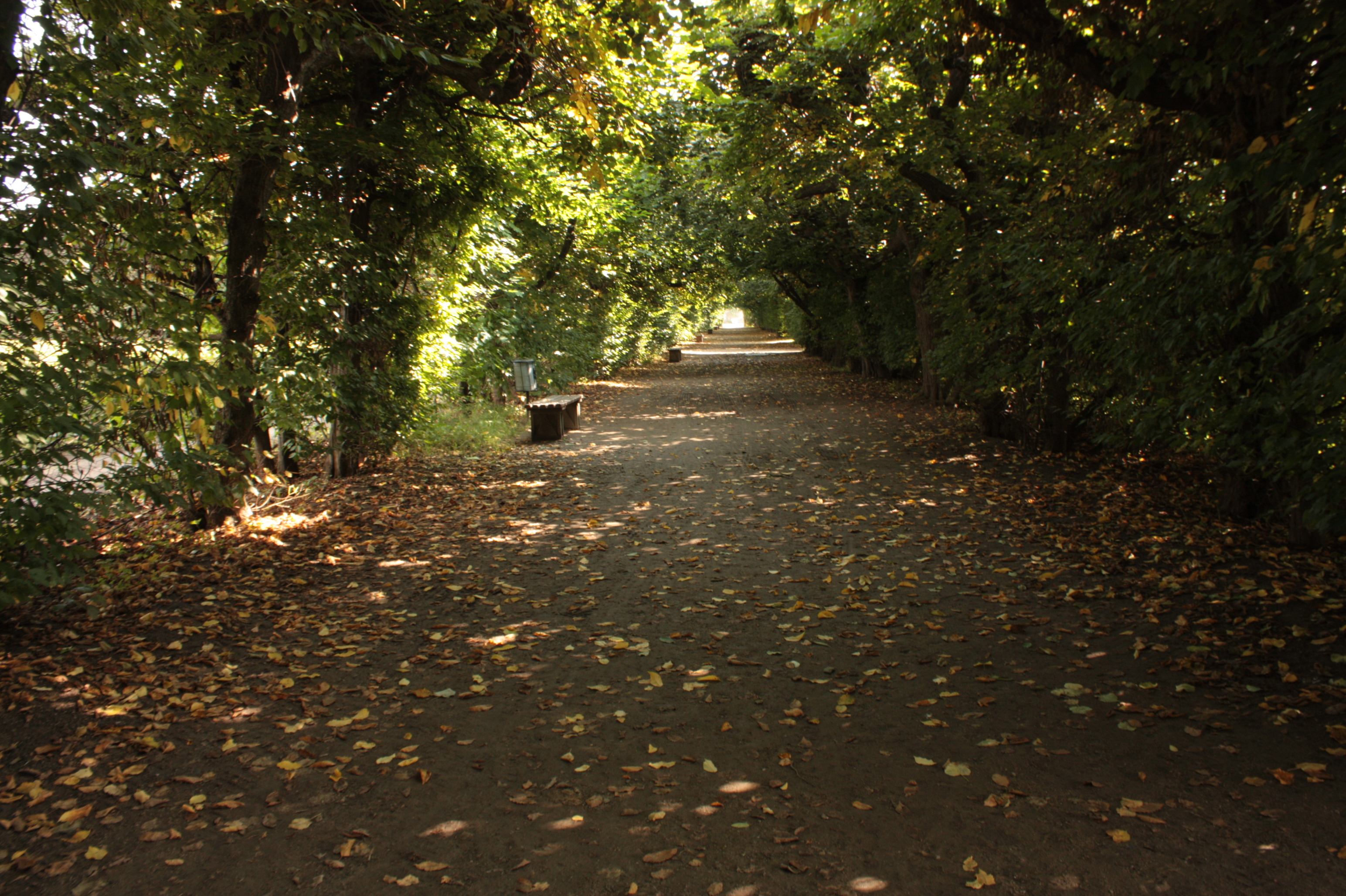
Loubí – dva nahoře srůstající živé ploty

#### Jehličnany
- cypřišek Lawsonův Chamaecyparis lawsoniana 'Alumii'
- Chamaecyparis lawsoniana 'Lané'
- Chamaecyparis lawsoniana Triomf van Boskoop'
- cypřišek hrachonosný Chamaecyparis pisifera 'Plumosa'
- Chamaecyparis pisifera 'Plumosa Aurea'
- Chamaecyparis pisifera 'Squarrosa'
- modřín evropský Larix decidua
- Larix leptolepis
- smrk ztepilý Picea abies
- smrk sivý Picea glauca
- smrk omorika Picea omorika
- smrk pichlavýPicea pungens
- douglaska tisolistá Pseudotsuga menziesii
- tis červený Taxus baccata
- zerav západní Thuja occidentalis a vysokorostoucí kultivary
- zerav obrovský Thuja plicata 'Excelsa'
- jedlovec kanadský Tsuga canadensis

### Pro zřídka upravované živé ploty
- Weigela – kvete
- Šeřík – elegantní tmavá barva – cenné kvetení
- Zlatice – cenné kvetení
- Dříny s barevnými listy – nenáročné, zelené druhy mají ceněné podzimní zbarvení